# Csongrád
Csongrád – miasto (17,1 tys. mieszkańców w I 2011) na Węgrzech, położone na Wielkiej Nizinie Węgierskiej nad Cisą, ok. 25 km na wschód od miasta Kiskunfélegyháza.

## Historia
Nazwa miasta wywodzi się od słowiańskiej warowni, która istniała tutaj bezpośrednio przed przybyciem Madziarów. Król Stefan I Święty nadał miastu tytuł stolicy komitatu, jednak w następstwie zniszczeń wywołanych najazdami mongolskimi Bela IV przeniósł stolicę do Segedynu. Z czasem Csongrád utracił prawa miejskie (odzyskane 1920). W latach 30. ubiegłego stulecia miasto stanowiło jeden z ośrodków radykalizmu ludowego. Po 1945 r. nastąpiła modernizacja miasta wraz z rozwojem przemysłu m.in. spożywczego i meblarskiego. Csongrád zalicza się do najbardziej zielonych miast na Wielkiej Nizinie Węgierskiej.

## Współpraca
Csongrád współpracuje na zasadach partnerstwa z Bełchatowem.
- Raisio, Finlandia
- Bečej, Serbia
- Bełchatów, Polska